# 細細坡龍屬
細細坡龍屬是大脚类恐龍的一屬，化石發現於中國雲南省祿豐縣川街鄉的細細坡，屬於下祿豐組地層，地質年代為侏羅紀早期，約1億9700萬年前。在2010年，日本古生物學家關谷透將其進行敘述、命名，模式種是孫氏細細坡龍（Xixiposaurus suni）。屬名是以化石發現處的細細坡為名；種名則是以吉林大學的孫革教授為名。
細細坡龍的特徵包含：頭顱骨的背緣向前大幅傾斜、下頜高度大於齒骨最小高度的兩倍、第四節頸椎是最長的頸椎、恥骨柄部的寬度大於腸骨的恥骨突、股骨第四粗隆部側面具有V型切口。在祿豐地區發現的原蜥腳類恐龍之中，細細坡龍是最衍化的一屬。